# Úmanyar
Dentro del legendarium del escritor británico J. R. R. Tolkien, los úmanyar es como fueron conocidos los elfos, en su mayor parte teleri, que se quedaron en la Tierra Media, desde las Edades de los Árboles y la Primera Edad del Sol, por los calaquendi. Se aplica a los elfos de los bosques, los elfos verdes y los elfos grises. 

## Significado del nombre
El nombre de úmanyar se traduce como 'los no pertenecientes a Aman', al contrario que los amanyar, 'los pertenecientes a Aman'.  

## Historia
Los úmanyar son eldar, en su mayoría teleri, que tras emprender la marcha hacia el oeste se perdieron en el largo camino, o se desviaron o se demoraron en las costas de la Tierra Media. Vivieron junto al mar o erraron por los bosques y las montañas aunque,  en lo más íntimo de su corazón, añoraban el Occidente. Los calaquendi llamaron a estos elfos úmanyar, pues nunca llegaron a la tierra de Aman y al Reino Bendecido. Al igual que los avari, también eran conocidos como moriquendi, ‘los elfos de la oscuridad’, pues nunca contemplaron la luz que había antes del Sol y de la Luna.